# Deutsches Zentralinstitut für soziale Fragen
Das Deutsche Zentralinstitut für soziale Fragen (DZI) ist eine Stiftung mit Sitz in Berlin, die soziale und karitative Nichtregierungsorganisationen in Deutschland seit 1991 auf die Verwendung ihrer Spendengelder prüft. Das DZI wurde 1893 durch die Deutsche Gesellschaft für ethische Kultur e. V. als rechtlich unselbstständige Abteilung gegründet. 1906 wurde sie mit dem Namen Zentrale für private Fürsorge e. V. als eingetragener Verein selbstständig; seit 1957 ist sie eine Stiftung bürgerlichen Rechts mit Namen Deutsches Zentralinstitut für soziale Fragen (DZI).
Größte finanzielle Unterstützer der Stiftung sind der Senat von Berlin, das Bundesministerium für Familie, Senioren, Frauen und Jugend, der Deutsche Industrie- und Handelskammertag, der Deutsche Städtetag und die Bundesarbeitsgemeinschaft der Freien Wohlfahrtspflege. Amtierender Geschäftsführer und wissenschaftlicher Leiter des DZI ist Burkhard Wilke.

## Geschichte
In der Zimmerstr. 16i in Berlin-Mitte befand sich die erste Auskunftsstelle der Deutschen Gesellschaft für ethische Kultur (D.G.E.K.) für Hilfsbedürftige. Aus Platzgründen zog diese Einrichtung im November 1899 in die Straße Unter den Linden 16. Am 25. November 1893 wurde eine weitere Beratungsstelle in der Füsilierstr. 5 im Scheunenviertel eröffnet. Im selben Haus war ein Obdachlosenasyl untergebracht. Jeanette Schwerin, die Leiterin der D.G.E.K., nennt in ihrem Jahresbericht von 1894 folgende Schwerpunkte:
- Systematisierung der Informationen über Wohlfahrtseinrichtungen
- aktive Beteiligung von Frauen an den Recherchen und der Erteilung der Auskünfte
- Zusammenarbeit mit der Armendirektion im Hinblick auf eine Reform der Armenpflege

Als hilfsbedürftig definierte Schwerin folgende Gruppen:
- Kranke, Sieche, Alte, Erwerbsunfähige
- erwerbsfähige, aber augenblicklich durch Unglücksfälle oder sozialen Notstand heruntergekommene Familien

Jeanette Schwerin setzte sich sehr stark für die Rechte der Frauen ein. Sie starb im Juli 1899 im Alter von 47 Jahren. Nach ihrem Tod übernahm Albert Levy die Leitung. Eines seiner Hauptanliegen war es, wohltätige Einrichtungen zu einer gemeinsamen Koordinierung ihrer Tätigkeit zu bewegen. 1906 wurde die Einrichtung in Zentrale für private Fürsorge umbenannt. Damit wurde die Einrichtung als Verein konstituiert und die einzelnen Arbeitsbereiche wurden voneinander getrennt. 1911 zog der Verein von Berlin-Mitte in die Flottwellstraße 4 in Tiergarten. Zu diesem Zeitpunkt arbeiteten 22 Angestellte und 12 Beamte in der Beratungsstelle. Außerdem arbeiteten 110 Frauen und 30 Männer ehrenamtlich.
Durch den Ersten Weltkrieg entstand die Kriegsfürsorge, deren Aufgabe die Unterstützung der Angehörigen von Soldaten war. Der Krieg führte zur Verarmung großer Teile der Bevölkerung. Die Zentrale für private Fürsorge bemühte sich, die Verfahren zu beschleunigen und schnellstmögliche Unterstützung zu gewährleisten. Zu diesem Zweck wurde eine neue Abteilung mit 12 Mitarbeitern gegründet. Des Weiteren übernahm die Zentrale für private Fürsorge Pflegedienste bei Kriegsblinden mit dem Ziel, ihnen ein weitestgehend eigenständige Existenz zu ermöglichen. Insgesamt waren 345 Mitarbeiter, davon 71 Beamte und 285 ehrenamtliche Mitarbeiter, für die Zentrale für private Fürsorge tätig. Durch den Umzug der Geschäftsstelle des Deutschen Vereins für öffentliche und private Fürsorge nach Frankfurt am Main 1919 und die Auflösung der Zentralstelle für Volkswohlfahrt 1920 gingen dem Archiv für Wohlfahrtspflege wichtige Quellen verloren. Eine Anregung des Reichsarbeitsministeriums veranlasste das Archiv, im Jahre 1923 den Sammelschwerpunkt auf die Gebiete der gesetzlichen Fürsorge, der Fachbibliographie und der Organisation im Reich, in den Ländern, Provinzen und Städten auszudehnen.
Das Archiv war seinem Status nach die Einrichtung einer aus Vertretern des Reichsrates und Abgeordneten der führenden Verbände bestehenden Gemeinschaft. Den Vorsitz hatten Senatspräsident Spiegelthal vom Reichsversicherungsamt und Geheimrat D. Mahling, Professor an der Friedrich-Wilhelms-Universität zu Berlin, inne. Die ehemalige Leiterin des Archivs, Siddy Wronsky, wurde Geschäftsführerin. Die Verabschiedung der Reichsfürsorgeverpflichtung im April 1924 bedeutete eine grundlegende Veränderung des Wohlfahrtswesens. Im Jahre 1926 wurde mit dem Magistrat von Berlin eine Vereinbarung getroffen, der zufolge das Archiv unter dem Vorsitz des Magistrats, der Stellvertretung durch den Deutschen Städtetag, der Beiordnung der Industrie- und Handelskammer zu Berlin und der Zentrale für private Fürsorge als selbstständige Gesellschaft bürgerlichen Rechts konstituiert wurde. Die Anfragen aus anderen Städten nahmen zu. Auch die Bestände wuchsen. Am 1. Juli 1930 zog das Archiv in die Neue Friedrichstraße 36 um.
1964 erfolgte die Umbenennung in Deutsches Zentralinstitut für soziale Fragen. Seitdem umfassen die Aufgabenbereiche des Instituts die Literaturdokumentation für die Fachbibliothek zum Sozialwesen, die verlegerische Tätigkeit sowie die Spenderberatung.
Am 14. Mai 1970 war das Verwaltungsgebäude der Ort der Baader-Befreiung.

## DZI-Spenden-Siegel

Neues DZI Spenden-Siegel

Altes DZI Spenden-Siegel

Das DZI verleiht seit 1992 sozialen und karitativen Organisationen, die das Siegel beantragen und die Kriterien erfüllen, das DZI-Spenden-Siegel.

### Kriterien
Das DZI prüft
- das Vorhandensein interner Leitungs- und Kontrollmechanismen,
- die Aussagekraft der Finanzberichte,
- die Transparenz gegenüber der Öffentlichkeit sowie
- die Qualität des Werbe- und Informationsmaterials,
- die Mittelverwendung, wobei der Anteil der Werbe- und Verwaltungsausgaben 30 Prozent nicht übersteigen darf.

### Prüfung
Die Kriterien werden anhand von Unterlagen geprüft, welche von den Organisationen jährlich zur Verfügung zu stellen sind:
- ein ausgefüllter Fragebogen,
- der Entlastungsnachweis des Aufsichtsorgans und
- der jüngste Jahres- und Finanzbericht.

Für diese Prüfung und damit zusammenhängende Tätigkeiten stehen über 20 Mitarbeiter zur Verfügung.
Für die jährliche Prüfung wird vom DZI eine Grundgebühr von 500 Euro erhoben und ein Zusatzbetrag von 0,035 Prozent der Jahreseinnahmen. Die Kostenobergrenze liegt bei 12.000 Euro. Für Erstanträge werden zusätzlich bis zu 1.000 Euro fällig.
Wenn die Voraussetzungen für das Spenden-Siegel nicht mehr vorliegen, kann das Spenden-Siegel aberkannt werden. Beispielsweise wurde UNICEF Deutschland im Februar 2008 das Siegel entzogen, ausschlaggebend dafür war insbesondere das Verschweigen von Provisionszahlungen an Spendenwerber. Im November 2010 wurde UNICEF Deutschland das Spenden-Siegel nach erneuter Prüfung wieder erteilt.

### Geprüfte Organisationen
Bis 2004 wurde das Spenden-Siegel nur an humanitär-karitative Organisationen verliehen. Seitdem können alle gemeinnützigen Spendenorganisationen das Siegel beantragen, unter anderem auch Umwelt- und Naturschutzorganisationen.
Im Jahr 2006 waren von den etwa 4180 überregionalen, spendensammelnden Organisationen in Deutschland 212 (5 %) Träger des DZI-Spenden-Siegels.
Im Jahr 2017 wurden 225 Organisationen überprüft, keine Organisation wurde abgelehnt, keiner Organisation wurde das Siegel entzogen.

## Bibliothek
Die Bibliothek hat die Aufgabe, die gesammelten Informationen zu erschließen und durch Recherche und Bereitstellung den Benutzern zugänglich zu machen. Auf Anfrage werden in der Literaturdatenbank SoLit Recherchen durchgeführt. Die Ergebnisse von Literaturrecherchen können gegen eine Gebühr wahlweise ausgedruckt oder auf Diskette zur Verfügung gestellt werden.
In Deutschland kann jeder Interessierte Informationen über Spenden sammelnde Organisationen aus den Bereichen Soziales, Umwelt und Naturschutz beim DZI einholen. Dies gilt auch für Organisationen, die das Siegel nicht tragen. Die Organisationen mit DZI-Spenden-Siegel werden jährlich mit einem Kurzporträt im „DZI Spendenalmanach“ veröffentlicht.

## Verlag
Der Verlag gibt die monatlich erscheinende Fachzeitschrift Soziale Arbeit heraus. Zielgruppen dieser Zeitschrift sind Lernende, Lehrende und Forschende der Sozialarbeit, die in der Praxis Tätigen, die Sozialverwaltungen der Länder und Kommunen, Verbände und Institutionen sowie die öffentliche und freie Wohlfahrtspflege. Themenschwerpunkte sind Jugendhilfe, Soziales und Gesundheitswesen.
Seit 1896 gab das Archiv für Wirtschaftspflege, seit 1964 DZI, das Graubuch – Führer durch das soziale Berlin heraus. Die Bezeichnung Graubuch ist auf die Farbe des Einbandes zurückzuführen. Der ursprüngliche Titel lautete Die Wohlfahrtseinrichtungen Berlins: ein Auskunftsbuch. 1915 erschien ein Führer durch die Kriegsfürsorge in Groß-Berlin, 1917 ein Handbuch der Kriegsfürsorge im Deutschen Reich. Seit 1952 trägt es den Titel Der Führer durch das soziale Berlin. Aus Kostengründen musste die Herausgabe nach der 17. Auflage im Jahr 1996, die in diesem Jahr sowohl in Buchform als auch erstmals auf CD-ROM erschien, eingestellt werden. Das Graubuch dokumentierte Hilfen der öffentlichen und freien Wohlfahrt in den Bereichen Soziales sowie Jugend und Gesundheit. Außerdem enthielt es ergänzende Angaben zu Politik, Verwaltung, Rechtspflege sowie Arbeit und Bildung.

### Publikationen
- Helfersyndrom, Prestigeverlangen oder Gemeinsinn? Berlin: DZI, 2009
- DZI Spenden-Almanach.
- Ethik im Fundraising. Berlin: Dt. Zentralinst. für Soziale Fragen, 2007
- Graubuch: der Führer durch das soziale Berlin. / Hrsg.: Deutsches Zentralinstitut für Soziale Fragen, DZI. Bearb. und Gestaltung: Norbert Demgensky und Dirk Bartsch: DZI, 1997, [Übereinstimmend mit 17., überarb. Buchaufl.]
- 75 Jahre soziale Arbeit in Deutschland. Berlin: Dt. Zentralinst. f. Soziale Fragen, [1968]
- Fachzeitschrift Soziale Arbeit. 59. Jg.[11]

## Kritik
Einige Organisationen können sich das Spendensiegel nach eigenen Angaben aufgrund der Gebühren nicht leisten oder möchten ihre Spendengelder nicht dafür verwenden. Außerdem ist die Beantragung des DZI-Siegels mit einem hohen bürokratischen Aufwand für die beantragende Organisation verbunden.
Der Verband Entwicklungspolitik und Humanitäre Hilfe deutscher Nichtregierungsorganisationen kritisierte 2010 die erhebliche Verteuerung und den größeren bürokratischen Aufwand durch die damalige Reform der Richtlinien für die Siegelvergabe. Die ursprüngliche mit der Siegelvergabe verbundene Forderung, für das Spendensiegel zu werben, wurde nach heftiger Kritik fallengelassen. Kritisiert wurde ferner die Monopolstellung des DZI mit seinen teilweise langsamen Abläufen.
Die Umweltschutzorganisation Greenpeace weist auf ihrer Website darauf hin, dass die Kriterien des DZI nicht auf große Organisationen wie Greenpeace passen, insbesondere wenn diese kampagnenorientiert bzw. rein spenderbasiert arbeiten.